# Ramón Castro Ruz
Pour les articles homonymes, voir Castro.
Ramón Castro Ruz, né le 14 octobre 1924 à Birán et mort le 23 février 2016 à La Havane, est le frère aîné de Fidel et Raúl Castro.

## Biographie
Lors du déclenchement de la révolution cubaine, Ramón reste à la maison familiale de Birán pour s'occuper de ses parents et de l'importante ferme appartenant à la famille. Alors que ses deux frères sont passionnés par les domaines politiques et militaires, Ramón l'est par l'agriculture.
Bien qu'il ne soit pas engagé militairement comme ses frères, Ramón Castro a aidé la révolution en cours en lui fournissant des armes et des vivres. Il a notamment mis en place des circuits de ravitaillement entre les villes et les guérilleros. 

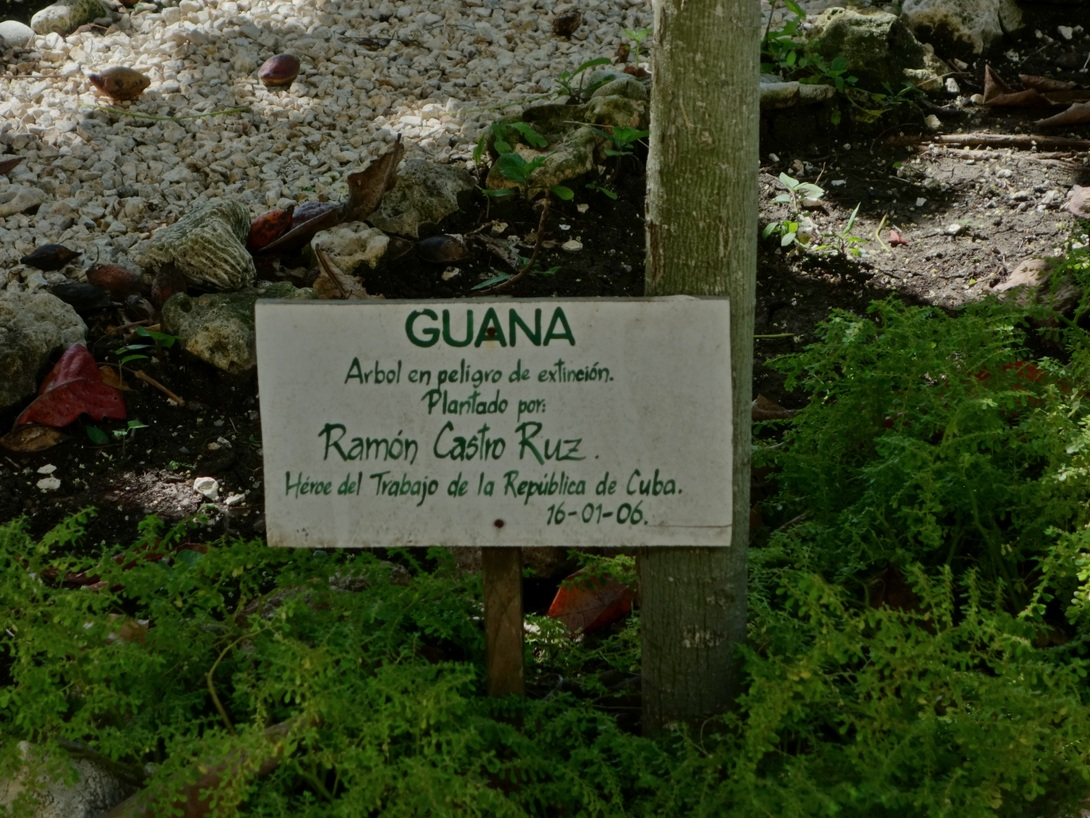
Plaque commémorative sur un arbre planté par Ramón Castro dans un complexe hôtelier à Cuba.

Après la révolution, Ramón a dû abandonner la ferme familiale, les terres des Castro à Birán ayant été redistribuées lors de la réforme agraire. Il a continué à se consacrer à l'étude de l'agriculture, et est principalement responsable d'un grand nombre d'innovations agricoles à Cuba depuis la révolution.
Utilisant ses compétences à la fois dans l'agriculture et l'ingénierie, Ramón a par exemple fabriqué, à partir de canne à sucre, du carburant pour Cuba au cours d'une pénurie d'essence.
Il n'a jamais occupé aucun poste au gouvernement contrairement à ses deux frères.
Ramón vit ensuite dans une modeste maison entourée d'arbres fruitiers à proximité du quartier Miramar de La Havane. Il a été marié et a eu deux enfants, Ramón et Oneida Castro Rodríguez.
Il meurt le 23 février 2016 à 91 ans.